# Llíber
Llíber – gmina w Hiszpanii, w prowincji Alicante, we wspólnocie autonomicznej Walencja, o powierzchni 21,93 km². W 2011 roku liczyła 1071 mieszkańców.